# Pseudoxandra rionegrensis
Pseudoxandra rionegrensis är en kirimojaväxtart som beskrevs av Paulus Johannes Maria Maas. Pseudoxandra rionegrensis ingår i släktet Pseudoxandra och familjen kirimojaväxter. Inga underarter finns listade i Catalogue of Life.